# 频分多址
频分多址（英語：Frequency Division Multiple Access，縮寫為 FDMA） 是利用不同的频率分割成不同信道的多址技术。FDMA技术为用户单独分配了一或多个频段，或通道，用于模拟传输过程，如固定电话、无线电、卫星通信等。FDMA的替代品包括时分多址（TDMA）、码分多址（CDMA）和空分多址（SDMA）。
缺点：串扰可能造成频率间的干扰并破坏传输。